# 勇者指令
《勇者指令》是《勇者系列》第7作，播出日期是從1996年2月3日至1997年1月25日，由日本日昇與名古屋電視台所製作。本作擁有濃厚的超級戰隊風格。

## 故事大綱
由於宇宙警察機構專門收容各種星球種族邪惡罪犯的「宇宙監獄沙爾卡松(サルガッソ)」遭受到宇宙風暴，導致疑似黑洞(疑似ブラックホール)牢獄系統故障使得囚犯們逃出囚禁，佔領了沙爾卡松，並且以此為根據地打算進攻地球。然而，宇宙警察機構並沒有餘力來顧及地球安危，所以派遣一名「勇者星人（ブレイブ星人）」來到地球，並將五位山海高中的學生「大堂寺　炎（エン）」「廣瀨　海（カイ）」「澤邑　森（シン）」「風祭　翼（ヨク）」「刃柴　龍（リュ）」任命為「達古王(ダグオン)」（即為「勇者」之意），並給予數架「達古載具(ダグビークル)」與秘密的「ダグベース（達古基地）」，讓五位高中生抵抗宇宙罪犯的破壞及侵略，藉以達到守護地球的目的。
他們特別適合著裝強化戰鬥服「ダグテクター（達古盔甲）」，至於達古載具則由地球上的交通工具參考偽裝而成，成為達古王一事為秘密，五人也將為了地球和平而戰。在漫長的激烈戰鬥之中，增加了兩名勇者新伙伴-風雲高校「黑岩　激（ゲキ）」以及宇宙刑事「宇津美　雷（ライ）」。還遇到了故鄉被毀滅的劍星人「狂獅（ライアン）」和機械生命體「砲星人（ガンキッド）」其後也都相繼加入屬於正義的行列。這些男孩們由互相不同的個性摩擦出了屬於他們之間的青春，也在戰鬥之中建立起深厚友誼，最終更成為了名副其實的勇者們。
一切的一切就從交通工具陸續離奇消失事件開始，正在航途中的客機，行駛中的新幹線子彈列車，以及正在進行軍事演練的戰鬥機，莫名其妙的穿越了次元之門，在地球上短暫失去了蹤影...

## 登場人物

### 達古王
本作品的勇者兼人類主角，除了地球上的六名成員，尚有屬於宇宙人的宇津美雷等宇宙警察正規隊員。
| 名字                 | 生日    | 勇者形態                      | 聲優（日 / 港）   |
| 大堂寺 炎 Daidoji En | 7月24日 | ファイヤーエン Fire En 火焰炎 | 遠近孝一 / 鄺樹培 |

本作主角。獨子，山海高中1年級的問題學生，時常遲到、上課時睡覺、性格衝動，不過亦有正義感強的另一面，深獲同伴信賴，而且處事大膽無畏。是達古王的隊長。
口頭禪是「這就是青春!」。
| 名字               | 生日    | 勇者形態                    | 聲優（日 / 港）   |
| 廣瀨 海 Hirose Kai | 1月17日 | ターボカイ Turbo Kai 渦輪海 | 子安武人 / 林保全 |

山海高中2年級。冷靜沉著、因為性格極為嚴謹，外號「鬼之風紀委員長」，有一個性格反叛的妹妹 ｢广瀨渚」（只在OVA和CD Cinema登場）。
時常帶著一柄竹刀在學校巡視，以取締違反校規的學生（包括大堂寺炎），雖然是學園數一數二的美男子，由於性格缺乏圓融，當聽到別人提出歪班辯駁時，會搬出「Don't say four or five!」（不要對我說「四」以及「五」，意思即是不要支開話題），因為恪守作為風紀委員長，認為不論上下課都要保持榜樣風範，故此校服也是他的日常服飾。
個性嚴謹，特別在金錢方面更是相當嚴格，其實內心對朋友相當熱愛，在達古王當中擔當參謀角色。似乎意外的怕蟑螂（!?）
| 名字                  | 生日    | 勇者形態                       | 聲優（日 / 港）   |
| 澤邑 森 Sawamura Shin | 6月12日 | アーマーシン Armor Shin 鐵甲森 | 山野井仁 / 潘文柏 |

與海同年，柔道部主將。性格開朗明快，在家中有四兄弟，澤邑森排行第三。
由於大部份時間與兄弟生活，令他對女性極有興趣，時常為了接近女同學，參與各女子部的運動練習。
| 名字                     | 生日    | 勇者形態                      | 聲優（日 / 港）   |
| 風祭 翼 Kazamatsuri Yoku | 10月8日 | ウィングヨク Wing Yoku 飛空翼 | 結城比呂 / 盧素娟 |

與海﹑森同為2年級的天少科學少年，有一名就讀大學的姊姊（只在CD Cinema登場）。
性格斯文沉靜，對科學及宇宙人相當熱衷，特別是昆蟲，相對而言非常拙於處理感情。
| 名字                | 生日    | 勇者形態                         | 聲優（日 / 港） |
| 刃柴 龍 Hashiba Ryu | 11月7日 | シャドーリュウ Shadow Ryu 幻影龍 | 私市淳 / 馮錦堂 |

山海高中1年級，留著長髮、沉默的一匹狼，有一名臥病在床的妹妹美奈子。
愛好自然，時常獨來獨往，有著可以與動物溝通的能力。特殊專長是分辨小雞性別。五人中擅長收集情報。
在學校中經常曠課，而且經常缺錢，多次因此而餓倒街頭。
| 名字                 | 生日   | 勇者形態                     | 聲優（日 / 港）   |
| 黑岩 激 Kuroiwa Geki | 5月5日 | ドリルゲキ Drill Geki 鑽頭激 | 江川央生 / 陳卓智 |

第六名勇者。於16話登場。就讀風雲高校3年級，由於與炎打架傷了手臂，便結下了不解之緣，對真理亞一見鍾情（!?）
總是穿著木屐，擁有為數眾多的小弟，常常陪真理亞作靈異的調查，本作的深情角色。
與翼同樣有一位就讀大學的姊姊（只在CD Cinema登場），不過由於黑岩激的姐姐性格強悍，令他陷入女性恐懼症。
| 名字                 | 生日    | 勇者形態                        | 聲優（日 / 港） |
| 宇津美 雷 Utsumi Rai | 3月18日 | サンダーライ Thunder Rai 閃電雷 | 山口勝平 / 雷霆 |

35話正式登場。具有能夠使用透視能力與念動力(別稱又叫「精神動力，サイコキネシス」)等超能力的第3之眼(第3の目)，第七名勇者，七人當中唯一外星人，有一位雙胞胎弟弟零(レイ)。
出身神雷星(ジンライ)，宇宙警察機構新任刑警被派遣至地球，轉學至山海高中1年級，與龍同班。在學校極受歡迎，稱6人為「前輩」。
能以精神念波啟動達古基地。

### 達古王協力者（地球人）
戶部真理亞（聲：長澤美樹）港配：雷碧娜
山海高中1年級生，與炎是一搭一唱的青梅竹馬，擔任「超常現象研究會」會長。喜好探索各種靈異相關事物。炎稱她為「靈異女(オカルト娘)」。
故事後段才發現炎的真實身分。
戶部學（聲：長澤直美）港配：區瑞華、陸惠玲（代配）
真理亞十歲的弟弟，可說是達古王的忠實支持者，跟炎十分要好。
芹澤英里加（聲：水谷優子）港配：鄭麗麗
15話初登場。森的理想情人，是個辣妹但心地善良，自稱男友是達古鐵甲。
朝日山壯一（聲：島香裕）港配：張英才
山海高中校長，炎稱他為「大叔」，山海高中崇尚自由的學風便是由他所帶領。
伊集院遙香（聲：城山堅）港配：黄子敬
山海高中訓導主任。對炎的種種問題行為感到頭痛。
藤井由里佳（聲：西原久美子）港配：劉惠雲
28話初登場。翼中學時代的好友。對翼始終有著愛慕之意，後因要搬去澳洲，於該話最後向翼表達了自己的感情。
刃柴美奈子（聲：小西寬子）港配：黃麗芳
38話初登場。龍的親妹妹，長年臥病在床，做的夢似乎很靈（？）

### 達古王協力者（宇宙人）
勇者星人（日：中田讓治）港配：雷霆
身高約10公尺。在故事初期，被宇宙警察機構派來地球，並將炎等五人任命為達古王。
於42話中拯救達古基地危機並擊敗了瓦魯蓋亞・非道(ワルガイア・ヒドー，可以偽裝成人類形態，真身平常的狀態是人類等身尺寸，有分通常形態與戰鬥用形態，也可以讓體型巨大化，瓦魯蓋亞3兄弟的三男，必殺技為光束)，卻也因此激怒了另外兩位兄長瓦魯蓋亞・外道(ワルガイア・ゲドー，可以偽裝成人類形態，真身平常的狀態是人類等身尺寸，有分通常形態與戰鬥用形態，也可以讓體型巨大化，瓦魯蓋亞3兄弟的次男，必殺技能源彈)與瓦魯蓋亞・魔道(ワルガイア・マドー，有分通常形態與戰鬥用形態，瓦魯蓋亞3兄弟的長男，必殺技能源彈、超能源彈。可以吸收敵人的攻擊能源而壯大自己、進而巨大化，手中的超能源彈可以一擊摧毀行星)使出大絕。
該話最後殉職。
露娜 （ルナ）（日：深水由美）港配：袁淑珍
31話初登場。為宇宙刑警，因追擊宇宙女王蟻女王扎格斯(クイーンザゴス)而導致太空船損壞降落至地球。
來自奧帕茲行星(オーパース)，隸屬於宇宙警察機構108分局第五巡邏隊。
能「啟動・達古王」達古盔甲變身為銀河露娜(ギャラクシールナ，必殺技露娜光劍)，為劇中登場的唯一女性勇者角色。
在離開地球之後，被非道所抓，對她進行洗腦並控制心智，故劇情後段變成非道所操控的殺手，任務則是抹殺達古王。
後因海鍥而不捨的呼喚，而使露娜清醒並脫離非道掌控。

## 勇者機體

### 大堂寺炎

#### 「啟動・達古王」變身
火焰炎 ファイヤーエン，Fire En
炎的達古盔甲變身，可變形成火之鳥。是達古王的隊長。
- 得意技

- 火焰關節

- 必殺技

- 火之鳥攻擊

- 合體使用必殺技

- 狂獅之劍(與宇宙劍士狂獅)

##### 專屬機體
火焰巡邏車 ファイヤーストラス，Fire Stratos
以巡邏車為原型，火焰炎能和火焰巡邏車進行融合合體成為達古火焰。

#### 融合合體
達古火焰 ダグファイヤー，Dag Fire
為火焰炎與火焰巡邏車融合之姿。
- Data

- 全高 10.8m
- 重量 20t
- 走速度 200 km/h
- 跳躍力 150m
- 最大出力 32000BP

- 武器

- 火焰爆破
- 星星燃燒

#### 火炎合體
火焰達古王 ファイヤーダグオン，Fire Dagwon 
達古火焰為核心。火焰巨無霸為主體，火焰消防車為右手，火焰救護車為左手。
火焰巨無霸也可以收藏火焰巡邏車、火焰消防車與火焰救護車。
- Data

- 全高 20.4m
- 重量 70t
- 走速度 420 km/h

- 武器

- 火焰之劍
- 火焰星星燃燒

- 合體使用必殺技

- 狂獅之劍(與宇宙劍士狂獅)
- 火焰狂獅劍(與宇宙劍士狂獅)
- 無限砲（與砲星人，連結於右腰側）

##### 專屬機體
火焰巨無霸 ファイヤージャンボ，Fire Jumbo
以波音747客機為原型，非戰鬥時停放於達古基地。
曾因捨身攻擊而墜毀於海底，後被勇者星人修復。
火焰消防車 ファイヤーラダー，Fire Ladder
以消防車為原型，能及時搶救火災。
火焰救護車 ファイヤーレスキュー，Fire Rescue
以救護車為原型，車內設置能緊急處理重症傷患的儀器設備。

#### 剛力合體
威力達古王 パワーダグオン，Power Dagwon
達古火焰與火焰挖土機的合體，沒有飛行能力，但力量強大。
也可以變形成威力坦克模式(パワータンクモード)。
- Data

- 全高 20.2m
- 重量 72t

- 武器

- 熔岩爆破
- 威力燃燒

- 必殺技

- 威力鑽頭臂

- 合體使用必殺技

- 狂獅之劍(與宇宙劍士狂獅)
- 威力狂獅劍(與宇宙劍士狂獅)
- 無限砲(與砲星人，連結於左肩)

##### 專屬機體
火焰挖土機 ファイヤーショベル，Fire Shovel
以挖土機為原型，火焰挖土機是露娜臨時透過勇者空間所給予的新的力量，雖然違反規定，但事後已取得宇宙警察機構總部的正式批准。

#### 超火炎合體
超級火焰達古王 スーパーファイヤーダグオン，Super Fire Dagwon
超級火焰達古王是由火焰達古王加上威力達古王合體而成的最終形態。
合體的時候需要由達古基地發射超火炎合體光波，沐浴在光波中完成。這個合體系統是偶然發現的，本來火焰挖土機和火焰巨無霸的系統就不一樣，由於是非正規的合體，獲得絕大的力量的代價是能源的劇烈消耗，因此對大堂寺炎的身體有很大的負擔，每次合體戰鬥結束之後都會昏睡一陣子，是禁忌的合體，全劇只使用了三次。
- Data
  - 全高24.8m
  - 重量125t

- 武器
  - 超級火焰燃燒

- 必殺技
  - 超級巨體光波

- 合體使用必殺技
  - 狂獅之劍(與宇宙劍士狂獅)
  - 超級狂獅劍(與宇宙劍士狂獅)
  - 無限砲(與砲星人，連結於左腰側)
  - 三位一體‧聖誕‧光束(トライアングル・クリスマス・ビーム)：超級火焰達古王加上發動宇宙劍士狂獅、砲星人還可以把超級火焰達古王體內所蘊藏的無限大的力量都發揮出來，右手合體使用超級狂獅劍、左腰合體使用無限砲的同時裝備，使出最強的必殺技，可以一擊消滅瓦魯蓋亞・魔道。

### 列車隊伍（ライナーチーム，Liner Team）

#### 「啟動・達古王」變身
廣瀨海
渦輪海 ターボカイ，Turbo Kai
海的達古盔甲變身，列車隊隊長，腳部的渦輪能使其高速行走。
- 得意技

- 車輪踢

- 必殺技

- 渦輪車輪攻擊

澤邑森
鐵甲森 アーマーシン，Armor Shin
森的達古盔甲變身，全身均搭載火砲。
- 必殺技

- 暴風機動凱農砲

風祭翼
飛空翼 ウィングヨク，Wing Yoku
翼的達古盔甲變身，擅長空中作戰及冰凍技能。
- 得意技

- 水晶飛鏢

- 必殺技

- 暴風雪龍捲風

黑岩激
鑽頭激 ドリルゲキ，Drill Geki
激的達古盔甲變身，可變形成鑽頭模式。
- 必殺技

- 鑽頭粉碎

- 合體技

- 與火焰炎有合體技鑽頭之鳥攻擊。

##### 專屬機體
非戰鬥時，機體多收納於達古基地內。
渦輪列車 ターボライナー，Turbo Liner
以新幹線300系電車為原型，後部裝設有渦輪裝置，渦輪海能和渦輪列車進行融合合體成為達古渦輪。
鐵甲列車 アーマーライナー，Armor Liner
以新幹線E1系電車為原型，後部為戰車型，並搭載多重火砲，鐵甲森能和鐵甲列車進行融合合體成為達古鐵甲。
飛空列車 ウイングライナー，Wing Liner
以新幹線400系電車為原型，後部配備巨大雙翼，飛空翼能和飛空列車進行融合合體成為達古飛空。
鑽頭列車 ドリルライナー，Drill Liner
以C62形蒸氣機關車為原型，後部的巨大鑽頭可移置前方變換成「突擊（鑽頭）模式」，鑽頭激能和鑽頭列車進行融合合體成為達古鑽頭。

#### 融合合體
達古渦輪 ダグターボ，Dag Turbo
渦輪海與渦輪列車融合之姿。
- Data

- 全高 10.9m
- 重量 22.5t

- 武器

- 破壞車輪

達古鐵甲 ダグアーマー，Dag Armor
鐵甲森與鐵甲列車融合之姿。
- Data

- 全高 10.7m
- 重量 26t

- 必殺技

- 終極巨砲

達古飛空 ダグウイング，Dag Wing
飛空翼與飛空列車融合之姿，擅空中戰及冷凍技。
- Data

- 全高 10.7m
- 重量 19.5t

- 得意技

- 冰凍光線

- 武器

- 暴風雪颱風

達古鑽頭 ダグドリル，Dag Drill
鑽頭激與鑽頭列車融合之姿，擅肉搏戰。
- Data

- 全高 10.8m
- 重量 32t

- 武器

- 鑽頭粉碎

#### 重連合體‧超重連合體
列車達古王 ライナーダグオン，Liner Dagwon
三機一體，頭、胸、左手為達古渦輪，右手、腳為達古鐵甲，左肩、腳為達古飛空。
- Data

- 全高 20.5m
- 重量 68t

- 武器

- 渦輪車輪刀
- 列車暴風雪

- 必殺技

- 列車狙擊
- 鐵甲巨砲

超級列車達古王 スーパーライナーダグオン，Super Liner Dagwon
四機一體，右肩、胸、腳之強化為達古鑽頭，腳部強化後更能抵抗敵人的攻擊。
鑽頭列車也可以四機連結渦輪列車、鐵甲列車與飛空列車。
- Data

- 全高 24.5m
- 重量 110t

- 武器

- 渦輪車輪刀
- 列車暴風雪

- 必殺技

- 鐵甲巨砲
- 列車狙擊
- 超級列車粉碎

- 合體技

- 曾與幻影達古王，使用砲星人共同一時的使出過合體技版本無限砲。

- 合體使用必殺技

- 狂獅之劍(與宇宙劍士狂獅)。

### 刃柴龍

#### 「啟動・達古王」變身
幻影龍 シャドーリュウ，Shadow Ryu
龍的達古盔甲變身，能隱密的行動。
- 武器

- 幻影苦無

- 必殺技

- 大回轉劍風斬

- 合體技

- 與火焰炎有合體技火焰關節・幻影苦無・雙重攻擊。
- 與飛空翼也有合體技大回轉龍捲風・雙重攻擊。

##### 專屬機體
幻影噴射機 シャドージェット，Shadow Jet
以F15為原型，幻影龍能和幻影噴射機進行融合合體成為達古幻影。

#### 融合合體
達古幻影 ダグシャドー，Dag Shadow
為幻影龍與幻影噴射機融合之姿，是忍者型機體。
- Data

- 全高 10.8m
- 重量 18t

- 武器

- 名刀 影紫
- 幻影手裏劍

幻影神龍 シャドードラゴン，Shadow Dragon
達古幻影的第二種變化形態。
- 必殺技

- 神龍等離子燃燒

#### 機獸合體
幻影達古王 シャドーダグオン，Shadow Dagwon
機獸合體，主體為達古幻影，左手為護衛之虎，右手為護衛之狼，背、翅膀為護衛之鷹。
- Data

- 全高 20.3m
- 重量 63t

- 武器

- 名刀 影紫
- 幻影大手裏劍

- 必殺技

- 牙王斬
- 幻影凱農砲

##### 專屬機體
幻影護衛 シャドーガード，Shadow Guard
勇者星人給予龍的專屬機獸，平時封印於卡片幻影卡(シャドーカード)之中。
護衛之虎 ガードタイガー，Guard Tiger
以老虎為原型，主色為黃，威力強化，背部搭載凱農砲。
護衛之狼 ガードウルフ，Guard Wolf
以狼為原型，主色為綠，速度強化，背部搭載凱農砲。
護衛之鷹 ガードホーク，Guard Hawk
以鷹為原型，主色為藍。
護衛之鷹、護衛之虎、護衛之狼三機可以聯合使出合同回轉攻擊。

### 宇津美雷

#### 「啟動・達古王」變身
閃電雷 サンダーライ，Thunder Rai
雷的達古盔甲變身，可變形成閃電獵鷹。
- 必殺技

- 閃電獵鷹攻擊

- 合體技

- 與火焰炎有合體技火之鳥・閃電獵鷹・雙重攻擊。

##### 專屬機體
閃電摩托車 サンダーバイク，Thunder Bike
以摩托車為原型，閃電雷能和閃電摩托車進行融合合體成為達古閃電。
- Data

- 全長 2m

#### 融合合體
達古閃電 ダグサンダー，Dag Thunder
為閃電雷跟閃電摩托車融合之姿。
- Data

- 全高 10.6m
- 重量 19t
- 走速度 220 km/h

- 武器

- 閃電燃燒
- 伏特神射
- 閃電斬

- 必殺技

- 等離子之箭

##### 專屬機體
閃電太空梭 サンダーシャトル，Thunder Shuttle
以太空梭為原型，曾於34話出現於大氣層解救威力達古王。

#### 雷鳴合體
閃電達古王 サンダーダグオン，Thunder Dagwon
達古閃電與閃電太空梭進行的合體，由達古閃電裝置於閃電達古王背後。
也可以變形成閃電達古王狀態之下的閃電太空梭形態。
- Data

- 全高 20.7m
- 重量 58.5t
- 走速度 440 km/h

- 武器

- 月光刀

- 必殺技

- 閃電標槍（一部媒体では「サンダージャベリン」）
- 火花閃電
- 槍刃必殺技

### 協力者
宇宙劍士狂獅（宇宙剣士ライアン，Lian）日配：廣瀨匠，港配：雷霆、李錦綸（代配）、蘇強文（代配）
於11話中登場，「劍星」出身的異星人，可變形成劍形態。
因為「劍星」被宇宙皇帝方舟星人(アーク星人，本身平常的狀態是人類等身尺寸，也可以讓體型巨大化，必殺技為劍星人，是使用已亡的劍星居民的殘骸攻擊、以及黑色雷霆。搭乘著要塞方舟城，アーク城。中期時施放出自己再更加巨大化的幻影偽裝疑似黑洞牢獄系統反過來利用以困住達古王等人，但被達古基地破解，真正的本尊自身則與狂獅一對一決戰而敗北)所毀滅，便一路追來地球找方舟星人報仇。
起初拒絕成為達古王，後因炎的一番話，了解了伙伴的重要，進而改變態度加入，有著能為同伴兩肋插刀的性格。
看似個性孤傲，其實是因為自己無法接受自己是星球的唯一倖存者而封閉自己。
最終擊敗了方舟星人，並且回到了艾爾拜因太陽系尋找仍存活下來的夥伴。
- 必殺技

- 狂獅火焰
- 反物質反應爐(體內的自爆攻擊裝備，但從未使用過)

也可以縮小到人類等身尺寸。
砲星人（ガンキッド，GunKid）日配：長澤美樹，港配：梁偉德、袁淑珍（代配）
稱號為無限砲，本名槍型人造人T96，於23話中以機械植物機樹星人(メカージュ星人，必殺技為使用無限砲攻擊、以及觸手)的持有機體登場，可變形星人戰鬥機以及星人坦克。
24話中被火焰達古王借用來擊敗機樹星人，後因狂獅的勸導下加入了達古王。
宇宙劍士狂獅把他當做弟弟看待，個性很小孩子氣，哭聲相當驚人，直到宇宙劍士狂獅為了救他身受重傷、瀕臨死亡，才收起孩子氣，開始有所成長。
- 必殺技

- 星人凱農砲

### 達古基地（ダグベース，Dag Base）
達古王的基地，可變形基地模式與移動航行用的航空母艦模式，平常的時候負責發射超級火焰達古王合體用的超火炎合體光波。可以由大堂寺炎一個人超融合合體，可變形成為機器人模式的戰鬥模式(別稱又叫超融合合體模式)，但力量會不如九人融合。也可以由大堂寺炎、廣瀨海、澤邑森、風祭翼、黑岩激、刃柴龍、宇津美雷、宇宙劍士狂獅、砲星人九人全體共同進行超融合合體。力量足以摧毀宇宙監獄沙爾卡松。
- 必殺技

- 達古光波

### 終極達古王（ファイナルダグオン，Final Dagwon）
在OVA「勇者指令 水晶之眼的少年(勇者指令ダグオン 水晶の瞳の少年)」中登場，神秘少年─健太(ケンタ)利用狄安德佐魯(デアンドゾル，健太真實身分是宇宙生物，成長有分五個等級，等級5為完全形態，會在自己身邊形成能源力場，將當地星球不毛之荒野化，從外部任何攻擊都無法造成傷害，只能從力場內部攻擊)的力量，將全部七位人類達古王成員的融合合體的變身機器人形態再生修復，與人身分離並獨立出來實體化，再將達古火焰、達古渦輪、達古鐵甲、達古飛空、達古鑽頭、達古幻影、達古閃電七臺結合一體化所誕生的姿態。主要人格是大堂寺炎，但並沒有搭乘在機體內，而是遠隔同步控制。戰鬥力在以往的所有達古王機器人之上，強度足以一瞬葬送暴走的狄安德佐魯，健太並藉由此形態之手自殺。

## 分集標題
以下時間以當地時間（日本標準時間）為準
| 放映日期   | 話數 | 標題                                                | 劇本            | 分鏡         | 演出     | 作畫監督          | 異星人 |
| 1996/2/3   | 1    | 誕生!勇者高校生 （誕生！勇者高中生）                | 荒木憲一        | 望月智充     | 谷口悟朗 | オグロアキラ      | - 宇宙砂塵サンドール星人 |
| 1996/2/10  | 2    | 空中都市作戦 （空中都市作戰）                       | 荒木憲一        | 己葉新樹     | 己葉新樹 | 久行宏和          | - 宇宙蟻ザゴス星人 |
| 1996/2/24  | 3    | ダグファイヤー戦闘不能 （負傷的達古火焰）           | 荒木憲一        | 菊池一仁     | 菊池一仁 | 佐佐門信芳        | - 液体生命体ガロン星人 |
| 1996/3/2   | 4    | 最終兵器を破壊せよ （破壞最終兵器）                 | 荒木憲一        | 杉島邦久     | 杉島邦久 | 寺岡巌            | - 宇宙仙人デスパルス星人（聲：矢部雅史） |
| 1996/3/9   | 5    | ファイヤーダグオン発進せず （無法出動的火焰達古王） | 川瀬敏文        | 南康宏       | 南康宏   | 門智昭 室井聖人   | - 宇宙電人エレクトロン星人 |
| 1996/3/16  | 6    | ゲームオーバー （GAME OVER）                        | 荒木憲一        | 谷口悟朗     | 谷口悟朗 | 柳澤哲也          | - 宇宙幽霊カオス星人（聲：矢部雅史） - カオスパイダー |
| 1996/3/23  | 7    | サルガッソの謎 （沙爾卡松之謎）                     | 荒木憲一        | 日高政光     | 日高政光 | オグロアキラ      | - 看守ロボ ガードロイド - サルガッソの攻撃円盤 ゴソーサー - 宇宙皇帝アーク星人（声：柏倉努） |
| 1996/3/27  | 8    | キケンな眠り （危險的夢鄉）                         | 菅良幸          | 菊池一仁     | 菊池一仁 | 寺岡巌            | - 宇宙蟻ザゴス星人 - 爆睡宇宙獣モグネール（声：卷島直樹） |
| 1996/3/30  | 9    | 昆虫大パニック （昆蟲大恐慌）                       | 北嶋博明        | 杉島邦久     | 杉島邦久 | 佐佐門信芳        | - 宇宙鳥人ガラバード星人 - 宇宙昆虫ザムザ |
| 1996/4/6   | 10   | 強さを我が手に （力量在我手中）                     | 山田靖智        | 南康宏       | 南康宏   | 室井聖人          | - 吸収宇宙人キラード星人（声：林延年） |
| 1996/4/13  | 11   | 復讐の10万光年 （復仇的10萬光年）                   | 荒木憲一        | 谷口悟朗     | 谷口悟朗 | 柳澤哲也          | - 宇宙皇帝アーク星人（声：柏倉努） - 宇宙イナゴ |
| 1996/4/20  | 12   | 新たなる仲間 （新的同伴）                           | 川瀬敏文        | 己葉新樹     | 己葉新樹 | 寺岡巌            | - 鋼鉄宇宙人アルマー星人 |
| 1996/4/27  | 13   | 炎の新必殺剣 （炎之新必殺劍）                       | 菅良幸          | 菊池一仁     | 菊池一仁 | 植田洋一          | - 銀河獣人ワイルディー（声：長嶝高士） - 銀河怪獣ワイルドン |
| 1996/5/4   | 14   | 心優しき宇宙獣 （心地善良的宇宙獸）                 | 山田靖智        | 杉島邦久     | 杉島邦久 | 佐佐門信芳        | - 星獣グリフィン - 星獣使いロッド星人（聲：矢部雅史） |
| 1996/5/11  | 15   | 暴走ダグアーマー （暴走 達古鐵甲）                  | 北嶋博明        | 南康宏       | 南康宏   | 室井聖人          | - 宇宙魔女サキュバス（声：達衣久子） |
| 1996/5/18  | 16   | 閃光のダグベース （閃光的達古基地）                 | 荒木憲一        | 谷口悟朗     | 谷口悟朗 | 寺岡巌            | - 宇宙蟻ザゴス星人 |
| 1996/5/25  | 17   | 弱虫ツヨシと宇宙石 （膽小鬼毅和宇宙之石）           | 菅良幸          | 山本裕介     | 己葉新樹 | 柳澤哲也          | - 宇宙炎人フェニックス星人（聲：枝折努） |
| 1996/6/1   | 18   | マリアの幽霊退治 （惡靈退散 真理亞降妖記）          | 川瀬敏文        | 菊池一仁     | 菊池一仁 | 柳澤哲也          | - 宇宙幽霊船バンダー星人（聲：喜多川拓郎） |
| 1996/6/8   | 19   | ダグオンNo.6 （第六名達古王）                       | 荒木憲一        | 杉島邦久     | 杉島邦久 | 植田洋一          | - 宇宙植物シード星人（聲：枝折努&矢部雅史） - 植物獣ドランゴラン |
| 1996/6/15  | 20   | 突撃!ダグドリル （突擊！達古鑽頭）                  | 山田靖智        | 冰室文月     | 冰室文月 | 佐佐門信芳        | - 宇宙商人ヌーベル星人（声：星野充昭） |
| 1996/6/22  | 21   | 男!涙の友情合体 （男子漢！充滿淚水的友情合體）      | 北嶋博明        | 谷口悟朗     | 谷口悟朗 | 寺岡巌            | - 死神宇宙人ヒュドロン星人（声：長島雄一） - 宇宙炎人フェニックス星人（亡霊） - 吸収宇宙人キラード星人（亡霊） - 液体生命体ガロン星人（亡霊） - 鋼鉄宇宙人アルマー星人（亡霊） - 宇宙鳥人ガラバード星人（亡霊） - 宇宙商人ヌーベル星人（亡霊） - 宇宙魔女サキュバス（亡霊） |
| 1996/6/29  | 22   | 風に舞う白い羽根 （風中飛舞的白羽）                 | 中野睦          | 日高政光     | 己葉新樹 | 室井聖人          | - 宇宙の悪魔デモス（声：中田和宏） |
| 1996/7/6   | 23   | 宇宙の大樹 （宇宙的大樹）                           | 坂本鄉          | 菊池一仁     | 菊池一仁 | 柳澤哲也          | - 機械植物メカージュ星人（聲：坂口賢一） - ガンドロイドT96 |
| 1996/7/13  | 24   | その名はガンキッド （他的名字是砲星人）             | 坂本鄉          | 杉島邦久     | 杉島邦久 | 植田洋一          | - 機械植物メカージュ星人（聲：坂口賢一） - ガンドロイドT96 |
| 1996/7/20  | 25   | 誓いの無限砲 （誓言的無限砲）                       | 荒木憲一        | 冰室文月     | 冰室文月 | 寺岡巌            | - 宇宙皇帝アーク星人 - 宇宙アメーバ キャメロン |
| 1996/7/27  | 26   | ねらわれたガク （被洗腦的學）                       | 北嶋博明        | 望月智充     | 望月智充 | オグロアキラ      | - 宇宙の破壊者デマッカ星人（声：立木文彦） |
| 1996/8/3   | 27   | 猫が消える日 （貓消失的日子）                       | 川瀬敏文        | 谷口悟朗     | 谷口悟朗 | 佐佐門信芳        | - 宇宙鼠マウザー星人（声：卷島直樹） - マウザーロボ |
| 1996/8/10  | 28   | 去りゆく君へ （獻給遠方的妳）                       | 山田靖智        | 己葉新樹     | 己葉新樹 | 柳澤哲也          | - 宇宙グモ パイダ星人 |
| 1996/8/17  | 29   | 青い星の戦慄 （藍色星球的戰慄）                     | 中野睦          | 菊池一仁     | 菊池一仁 | 室井聖人          | - 恐怖宇宙人ラドンパ星人（聲：石井康嗣） |
| 1996/8/24  | 30   | 地球氷河期5分前 （地球冰河期的5分前）               | 荒木憲一 坂本鄉 | 杉島邦久     | 杉島邦久 | 寺岡巌            | - 宇宙皇帝アーク星人（声：柏倉努） |
| 1996/9/7   | 31   | 剛力!パワーダグオン （剛力！威力達古王）            | 荒木憲一        | 日高政光     | 谷口悟朗 | 植田洋一          | - 宇宙女王蟻クイーンザゴス（聲：山岡葉子） - シスターザゴス（聲：吉田古奈美） - 宇宙蟻ザゴス星人（聲：室園丈裕） |
| 1996/9/14  | 32   | 噂の刑事エン&ゲキ （兼職刑警 炎&激）                | 菅良幸          | 冰室文月     | 山本恵   | 佐佐門信芳        | - 凶悪宇宙警官デスコップ（声：稻葉實） - デスコップパワード - ヒドー（聲：矢部雅史） |
| 1996/9/21  | 33   | 嵐を呼ぶ学園祭 （風起雲湧學園祭）                   | 北嶋博明        | オグロアキラ | 虎田功   | 柳澤哲也          | - 台風宇宙人フットバー星人（声：星野充昭） |
| 1996/9/28  | 34   | エン、成層圏で戦う （炎、平流層之戰）               | 中野睦          | 菊池一仁     | 菊池一仁 | 寺岡巌            | - 要塞宇宙人パット星人 - 重機ロボ |
| 1996/10/5  | 35   | 電撃登場ダグサンダー （電擊登場 達古閃電）          | 荒木憲一        | 杉島邦久     | 杉島邦久 | なかじまちゅうじ  | - 宇宙魚人サバラス星人 |
| 1996/10/12 | 36   | サルガッソの支配者 （沙爾卡松的支配者）             | 山田靖智        | 谷口悟朗     | 谷口悟朗 | 植田洋一          | - 電波宇宙人パルス星人（声：卷島直樹） |
| 1996/10/19 | 37   | 幽霊トラックを追え! （幽靈卡車追擊！）              | 菅良幸          | 冰室文月     | 冰室文月 | 佐佐門信芳        | - 暴走宇宙人トラッカー星人 |
| 1996/11/2  | 38   | 復活の白い翼 （復活的白翼）                         | 中野睦          | 虎田功       | 虎田功   | 柳澤哲也          | - 宇宙の阿修羅シュラ（声：坂東尚樹） |
| 1996/11/9  | 39   | 吠えよ!ライアン （咆哮吧！狂獅）                    | 北嶋博明        | 菊池一仁     | 菊池一仁 | 寺岡巌            | - 宇宙皇帝アーク星人（声：柏倉努） |
| 1996/11/16 | 40   | 望まざる対決 （身不由己的戰鬥）                     | 荒木憲一        | 杉島邦久     | 杉島邦久 | なかじまちゅうじ  | - ワルガイア星人ヒドー |
| 1996/11/23 | 41   | 禁断の超合体 （禁忌的超合體）                       | 山田靖智        | 谷口悟朗     | 谷口悟朗 | 植田洋一          | - 合成宇宙人ゼルマー（声：室園丈裕） |
| 1996/11/30 | 42   | 割れたダグテクター （裂開的達古盔甲）               | 菅良幸          | 冰室文月     | 冰室文月 | 鈴木竜也 鈴木卓也 | - ワルガイア3兄弟 - ワルガイア星人ヒドー（聲：矢部雅史） - ワルガイア星人ゲドー（聲：長嶝高士） - ワルガイア星人マドー（聲：石井康嗣） |
| 1996/12/7  | 43   | 勇者たち宇宙へ （勇者們 飛向宇宙）                  | 坂本鄉          | オグロアキラ | 虎田功   | 寺岡巌            | - 爆弾宇宙人ボンバー星人（声：二又一成） |
| 1996/12/14 | 44   | 攻防!ダグベース （攻防！達古基地）                  | 北嶋博明        | 菊池一仁     | 菊池一仁 | 佐佐門信芳        | - ワルガイア星人ゲドー - 戦闘ロボ |
| 1996/12/21 | 45   | 奇跡の勇者たち （奇蹟的勇者們）                     | 菅良幸          | 杉島邦久     | 杉島邦久 | 柳澤哲也          | - ワルガイア星人マドー |
| 1996/12/27 | 46   | サルガッソ大爆発 （沙爾卡松大爆發）                 | 荒木憲一        | 谷口悟朗     | 松村康弘 | 箕輪悟            | - 超生命体ジェノサイド |
| 1997/1/18  | 47   | 燃えろ!炎の勇者エン （燃燒吧！炎之勇者炎）          | 荒木憲一        | 冰室文月     | 冰室文月 | 寺岡巌            | - 超生命体ジェノサイド |
| 1997/1/25  | 48   | オレたちの未来へ… （朝著我們的未來...）             | 荒木憲一        | 望月智充     | 望月智充 | オグロアキラ      | |

※ 2/17因日本方面事故，暫停播出一次。

## 製作人員
- 策劃:サンライズ
- 原作:矢立肇
- 分集構成:荒木憲一
- 人物設計:オグロアキラ
- 機械設計:大河原邦男
- 美術監督:岡田有章
- 色彩設計:甲斐けい子
- 攝影監督:松沢宏明、森夏子
- 音響監督:千葉耕市
- 音樂:Edison
- 音樂製作:ビクターエンタテイメント
- 監製:望月智充
- 製作:名古屋テレビ、東急エージェンシー、サンライズ

## OVA
勇者指令 水晶之眼的少年(勇者指令ダグオン 水晶の瞳の少年)
1997年10月22日-1997年12月28日（全2話）

### 主題歌
前篇ED
『Chanceをくれないか』（作詞：谷穂ちろる，作曲：Edison，編曲：矢野立美，歌：巢瀨哲生）
後篇ED
『永遠の想い出』（作詞：谷穂ちろる，作曲・編曲：矢野立美，歌：巢瀨哲生）

## 樂曲
OP
『輝け!!ダグオン』（作詞：谷穂ちろる，作曲・編曲：矢野立美，歌：Nieve）
ED
『風の中のプリズム』（作詞：谷穂ちろる，作曲・編曲：矢野立美，歌：Nieve）
另有英語版『Prism in the Wind』。
插入歌
『WE ARE DAGWON』（作詞：谷穂ちろる，作曲・編曲：矢野立美，歌：Nieve）
『炎の勇者!ファイヤーダグオン』（作詞：前田耕一郎，作曲：田中公平，編曲：矢野立美，歌：石原慎一）

## 外部連結
- 勇者指令ダグオン - 勇者Web （页面存档备份，存于）（日語）